# Erkki-Sven Tüür
Erkki-Sven Tüür   (Kärdla, 16 d'octubre de 1959) és un compositor estonià.

## Vida i carrera
Tüür va néixer a Kärdla, a l'illa estoniana de Hiiumaa. Va estudiar flauta travessera i percussió a l’Escola de Música de Tallinn del 1976 al 1980 i composició amb Jaan Rääts a l'Acadèmia de Música de Tallinn i en privat amb Lepo Sumera del 1980 al 1984. Del 1979 al 1984 va dirigir el grup de rock In Spe, que ràpidament es va convertir en un dels més populars d'Estònia.
Tüür va deixar In Spe per concentrar-se en la composició, i amb l'arribada de la Perestroika aviat va trobar públic a l'oest. La Filharmònica de Hèlsinki, la Hilliard Ensemble, el Quartet de Saxofons d'Estocolm i l'Orquestra Simfònica City of Birmingham són alguns dels que li han encarregat obres. Va rebre el Premi Cultural d'Estònia el 1991 i el 1996 i el Premi de Literatura, Arts i Ciències de l'Assemblea Bàltica el 1998.
El seu Concert per a viola i orquestra, titulat Illuminatio, va ser estrenat pel violista Lars Anders Tomter i la South Jutland Symphony Orchestra l'octubre de 2008.